# Juvigny-sous-Andaine
Juvigny-sous-Andaine là một xã thuộc tỉnh Orne trong vùng Normandie tây bắc nước Pháp. Xã này nằm ở khu vực có độ cao trung bình 200 mét trên mực nước biển.